# Cepheus gracilipes
Cepheus gracilipes är en kvalsterart som först beskrevs av Giovanni Canestrini 1897.  Cepheus gracilipes ingår i släktet Cepheus och familjen Cepheidae. Inga underarter finns listade i Catalogue of Life.